# Hexatoma omanensis
Hexatoma omanensis är en tvåvingeart som beskrevs av Albany Hancock 1997. Hexatoma omanensis ingår i släktet Hexatoma och familjen småharkrankar.
Artens utbredningsområde är Oman. Inga underarter finns listade i Catalogue of Life.